# Geophilus fucorum
Geophilus fucorum är en mångfotingart som beskrevs av Henri W. Brölemann 1909. Geophilus fucorum ingår i släktet Geophilus och familjen storjordkrypare. Inga underarter finns listade i Catalogue of Life.